# Magnus Höjer
Magnus Mauritz Höjer, född 1 mars 1840 i Norrbärke socken, Kopparbergs län, död 23 mars 1910 i Stockholm, var en svensk skolman och liberal politiker. Han var gift med Anna Höjer och far till Torvald Höjer samt halvbror till Johan Adolf Höjer och Nils Höjer.
Höjer blev filosofie doktor i Uppsala 1866 och därefter lektor i historia och geografi vid Stockholms södra latinläroverk 1879–1905 och föreståndare för Wallinska flickskolan 1886-1893. Höjers självständiga forskning gällde främst det sena 1600-talets historia, till vilket han lämnade värdefulla bidrag med Om Carl XII:s myndighetsförklaring och 1697 års riksdag (1866) och Öfversigt af Sveriges yttre politik under åren 1676-80, ett bidrag till Johan Gyllenstiernas historia (1875). Till detta område hörde även hans teckning av Karl X Gustavs, Karl XI:s och Karl XII:s historia i Sveriges historia från äldsta tid till våra dagar (4:e bandet, 1881). Hans konkreta framställningskonst och omfattande blick på sitt ämne gjorde honom till en populär lärare och föreläsare. Höjers litterära produktion består också till väsentlig del av populärhistoriska arbeten, såsom Från franska revolutionens dagar (1893) och läroböcker i historia. Hit hör även hans betydande Konungariket Sverige, en topografisk-statistisk beskrifning med historiska anmärkningar (4 band, 1872-84).
Höjer var riksdagsledamot för Stockholms stads valkrets i andra kammaren mellan 1891 och 1908. Vid invalet anslöt han sig till Andra kammarens center, men då den liberala partigrupperingen Folkpartiet bildades 1895 övergick han dit. År 1900 anslöt han sig till Liberala samlingspartiet och kvarstod där under sin tid i riksdagen. Han var bland annat ledamot i bevillningsutskottet 1903–1905 samt 1906–1908. Han var politiskt engagerad för bland annat trosfrihet (rätt till utträde ur statskyrkan) och rätten för gift kvinna att råda över sig själv och sin egendom.